# Pieter Pourbusstraat
De Pieter Pourbusstraat is een straat in Brugge.

## Beschrijving
In 1496 was de straat bekend als Peerdestraetkin, naar de naam van een herberg in die straat. In de 16de eeuw had dezelfde herberg of een andere de naam 'In de Koeiesteert' en de straat heette voortaan Koeisteertstraat. In de loop van de 19de eeuw ging burgemeester Amedée Visart de Bocarmé een herenhuis bewonen in deze straat.
Het is onduidelijk of de naamsverandering voortvloeit omdat hij de naam toch wat triviaal vond om op zijn naamkaartjes te prijken of omdat schepen Alfred Ronse de naam wilde gewijzigd zien, zoals hij het voorstelde. In ieder geval, op 16 februari 1900 besliste het Brugse schepencollege dat de straat werd omgedoopt tot Pieter Pourbusstraat. Ronse had op deze wijziging aangedrongen, teneinde de naam van een van Brugges grootste schilders te kunnen in ere houden. De schilder, bouwmeester en cartograaf Pieter Pourbus (1524-1584) was, na Jan van Eyck en Hans Memling, een van de grote kunstenaars in Brugge geweest en in tegenstelling tot zijn twee voorgangers was zijn naam tot dan toe noch door een straat- of pleinnaam, noch door een standbeeld geëerd.
De Pieter Pourbusstraat loopt van de Vlamingstraat naar de Grauwwerkersstraat.

## Literatuur

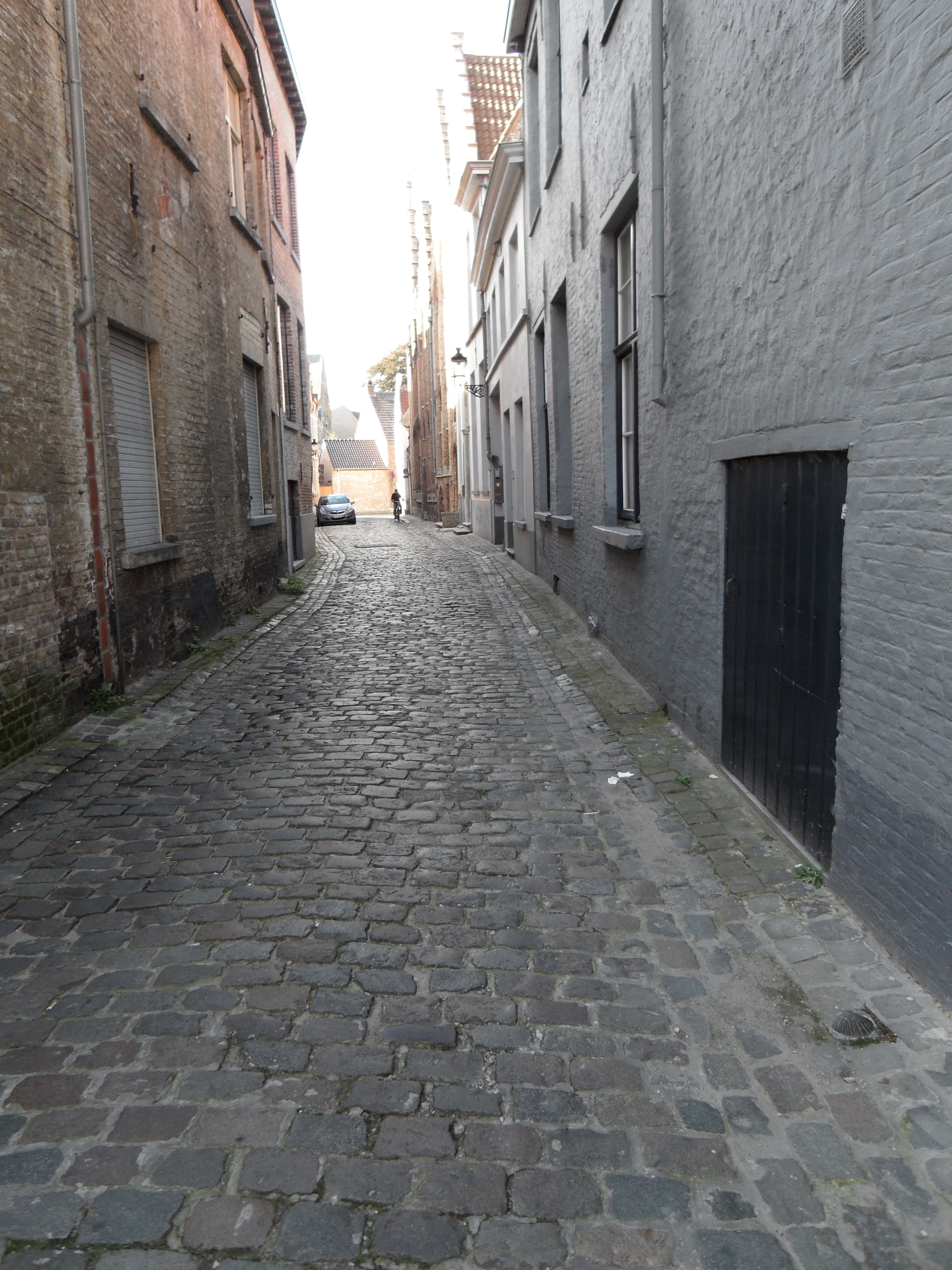
De Pieter Pourbusstraat, gezien van uit de Vlamingstraat
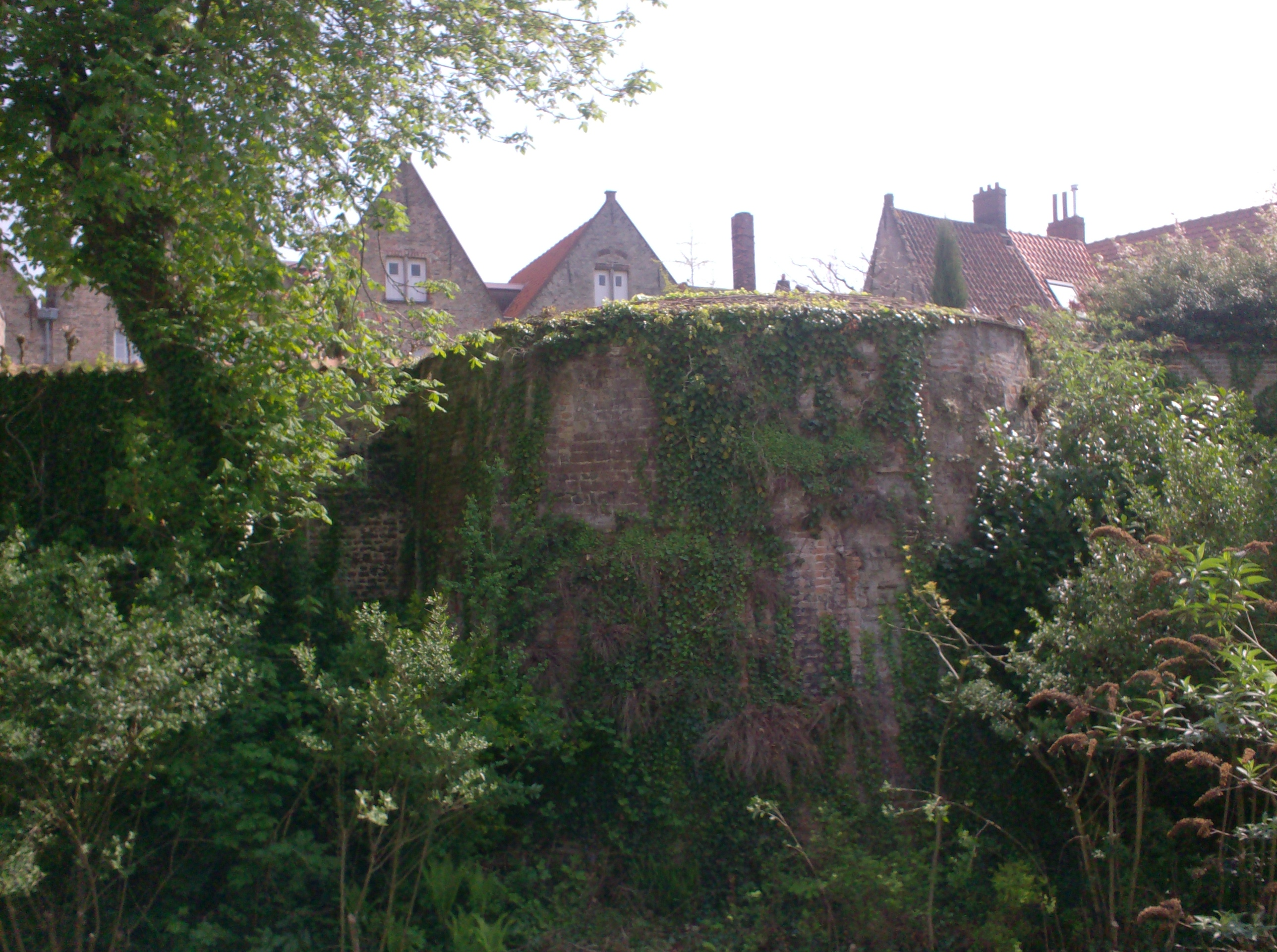
Toren van de eerste stadsomwalling in de tuinmuur van een huis in de Pieter Pourbusstraat, zichtbaar vanuit de Pottenmakersstraat

## Bekende bewoners
- Amedée Visart de Bocarmé